# Чемпіонат України з футболу 1992: вища ліга (склади команд)
У складах клубів подано гравців, які провели щонайменше 1 гру в вищій лізі сезону 1992. Прізвища, імена та по батькові футболістів подані згідно з офіційним сайтом ФФУ.

## «Буковина» (Чернівці)
Головний тренер: Юхим Школьников
| №            | Футболіст                      | Дата народження   | Країна   | Ігри     | Голи     |
| Воротарі     | Воротарі                       | Воротарі          | Воротарі | Воротарі | Воротарі |
| ------------ | ------------------------------ | ----------------- | -------- | -------- | -------- |
|              | Крапивкін Ігор Євгенійович     | 14 травня 1966    | Україна  | 4        | 4п       |
|              | Циткін Володимир Борисович     | 1 серпня 1966     | Україна  | 14       | 12п      |
| Захисники    |                                |                   |          |          |          |
|              | Войтюк Олександр Ростиславович | 5 січня 1965      | Україна  | 17       | 0        |
|              | Гій Юрій Володимирович         | 5 травня 1962     | Україна  | 11       | 0        |
|              | Марков Віталій Олександрович   | 8 січня 1968      | Росія    | 12       | 0        |
|              | Махиня Юрій Олександрович      | 1 січня 1961      | Україна  | 16       | 1        |
|              | Мустафаєв Асан Сеферович       | 11 травня 1965    | Україна  | 14       | 0        |
|              | Олійник Віктор Борисович       | 30 серпня 1960    | Україна  | 8        | 1        |
|              | Руснак Іван Іванович           | 12 жовтня 1966    | Україна  | 2        | 0        |
|              | Соботюк Сергій Анатолійович    | 12 листопада 1963 | Україна  | 16       | 0        |
| Півзахисники |                                |                   |          |          |          |
|              | Алістаров Валерій Михайлович   | 28 листопада 1957 | Україна  | 18       | 3        |
|              | Березнер Лев Олександрович     | 6 червня 1970     | Росія    | 5        | 1        |
|              | Будник Віктор Миколайович      | 3 листопада 1960  | Україна  | 14       | 1        |
|              | Жиров Андрій Васильович        | 17 червня 1971    | Росія    | 3        | 0        |
|              | Задорожняк Василь Григорович   | 22 березня 1962   | Україна  | 13       | 3        |
|              | Іванов Олександр Анатолійович  | 17 серпня 1973    | Україна  | 3        | 0        |
|              | Кисляков Олександр Борисович   | 9 березня 1968    | Росія    | 6        | 0        |
|              | Федоров Леонід Володимирович   | 28 січня 1963     | Україна  | 14       | 1        |
| Нападники    |                                |                   |          |          |          |
|              | Крячик Євген Олександрович     | 9 вересня 1969    | Росія    | 8        | 0        |
|              | Луців Андрій Михайлович        | 8 квітня 1974     | Україна  | 2        | 0        |
|              | Мінтенко Віталій Георгійович   | 29 жовтня 1972    | Україна  | 16       | 4        |
|              | Фінкель Борис Аркадійович      | 2 лютого 1968     | Україна  | 17       | 2        |

## «Волинь» (Луцьк)
Головний тренер: Мирон Маркевич
| №            | Футболіст                     | Дата народження   | Країна   | Ігри     | Голи     |
| Воротарі     | Воротарі                      | Воротарі          | Воротарі | Воротарі | Воротарі |
| ------------ | ----------------------------- | ----------------- | -------- | -------- | -------- |
|              | Бурч Михайло Васильович       | 15 квітня 1960    | Україна  | 17       | 4, 19п   |
|              | Гайдук Андрій Васильович      | 11 грудня 1972    | Україна  | 1        | 2п       |
| Захисники    |                               |                   |          |          |          |
|              | Антонюк Володимир Георгійович | 16 грудня 1958    | Україна  | 16       | 0        |
|              | Когут Володимир Юрійович      | 20 березня 1966   | Україна  | 6        | 0        |
|              | Круковець Сергій Михайлович   | 1 липня 1973      | Україна  | 8        | 0        |
|              | Поліщук Анатолій Олегович     | 26 листопада 1967 | Україна  | 7        | 0        |
|              | Польний Іван Броніславович    | 18 серпня 1961    | Україна  | 17       | 0        |
|              | Федюков Олег Іванович         | 13 грудня 1963    | Україна  | 16       | 1        |
| Півзахисники |                               |                   |          |          |          |
|              | Богунов Сергій Анатолійович   | 1 серпня 1973     | Україна  | 6        | 1        |
|              | Вовчук Любомир Євгенович      | 26 серпня 1969    | Україна  | 15       | 1        |
|              | Зуб Роман Іванович            | 16 лютого 1967    | Україна  | 18       | 2        |
|              | Маланій Руслан Миколайович    | 29 жовтня 1971    | Україна  | 3        | 0        |
|              | Слука Микола Васильович       | 24 жовтня 1964    | Україна  | 12       | 3        |
|              | Топчієв Дмитро Миколайович    | 25 вересня 1966   | Україна  | 17       | 4        |
|              | Федецький Андрій Стефанович   | 5 серпня 1958     | Україна  | 17       | 1        |
|              | Шухман Геннадій Зіновійович   | 31 березня 1963   | Україна  | 4        | 0        |
| Нападники    |                               |                   |          |          |          |
|              | Дикий Володимир Петрович      | 15 лютого 1962    | Україна  | 15       | 3        |
|              | Мозолюк Володимир Данилович   | 28 січня 1964     | Україна  | 10       | 1        |
|              | Плотко Ігор Володимирович     | 9 червня 1966     | Україна  | 18       | 2        |
|              | Філонюк Павло Олександрович   | 12 лютого 1963    | Україна  | 6        | 1        |

## «Динамо» (Київ)
Головний тренер: Анатолій Пузач
| №            | Футболіст                          | Дата народження | Країна   | Ігри     | Голи     |
| Воротарі     | Воротарі                           | Воротарі        | Воротарі | Воротарі | Воротарі |
| ------------ | ---------------------------------- | --------------- | -------- | -------- | -------- |
|              | Кутєпов Ігор Миколайович           | 17 грудня 1965  | Україна  | 9        | 7п       |
|              | Мартінкенас Вальдемарас Адольфович | 3 жовтня 1965   | Литва    | 10       | 7п       |
| Захисники    |                                    |                 |          |          |          |
|              | Алексаненков Андрій Миколайович    | 27 березня 1969 | Росія    | 2        | 0        |
|              | Безсмертний Анатолій Петрович      | 21 січня 1969   | Україна  | 14       | 0        |
|              | Заєць Сергій Анатолійович          | 18 серпня 1969  | Україна  | 15       | 1        |
|              | Лужний Олег Романович              | 5 серпня 1968   | Україна  | 13       | 2        |
|              | Мороз Юрій Леонтійович             | 8 серпня 1970   | Україна  | 19       | 0        |
|              | Цвейба Ахрік Сократович            | 10 вересня 1966 | Росія    | 9        | 0        |
|              | Шматоваленко Сергій Сергійович     | 29 січня 1967   | Україна  | 9        | 0        |
| Півзахисники |                                    |                 |          |          |          |
|              | Анненков Андрій Михайлович         | 21 січня 1969   | Україна  | 17       | 0        |
|              | Беца Степан Степанович             | 29 квітня 1970  | Україна  | 14       | 1        |
|              | Волотек Олег Вікторович            | 15 серпня 1967  | Україна  | 11       | 2        |
|              | Гріцина Юрій Васильович            | 15 червня 1971  | Україна  | 13       | 7        |
|              | Квіткаускас Гінтарас Вікторович    | 3 січня 1967    | Литва    | 6        | 0        |
|              | Ковалець Сергій Іванович           | 5 вересня 1968  | Україна  | 12       | 1        |
|              | Матвєєв Олег Юрійович              | 18 серпня 1970  | Україна  | 10       | 1        |
|              | Сукіасян Ерванд Гарсеванович       | 20 січня 1967   | Вірменія | 5        | 2        |
|              | Шаран Володимир Богданович         | 18 вересня 1971 | Україна  | 19       | 2        |
|              | Яковенко Павло Олександрович       | 19 грудня 1964  | Україна  | 12       | 1        |
| Нападники    |                                    |                 |          |          |          |
|              | Єсіпов Валерій В'ячеславович       | 4 жовтня 1971   | Росія    | 6        | 0        |
|              | Леоненко Віктор Євгенович          | 5 жовтня 1969   | Україна  | 5        | 3        |
|              | Саленко Олег Анатолійович          | 25 жовтня 1969  | Росія    | 16       | 7        |

## «Дніпро» (Дніпропетровськ)
Головій тренери: Євген Кучеревський (3 матчі), Микола Павлов (16 матчів)
| №            | Футболіст                       | Дата народження   | Країна   | Ігри     | Голи     |
| Воротарі     | Воротарі                        | Воротарі          | Воротарі | Воротарі | Воротарі |
| ------------ | ------------------------------- | ----------------- | -------- | -------- | -------- |
|              | Городов Валерій Васильович      | 14 лютого 1961    | Україна  | 19       | 17п      |
| Захисники    |                                 |                   |          |          |          |
|              | Беженар Сергій Миколайович      | 9 серпня 1970     | Україна  | 9        | 2        |
|              | Горілий Володимир Іванович      | 11 жовтня 1965    | Україна  | 17       | 0        |
|              | Дірявка Сергій Георгійович      | 18 квітня 1971    | Україна  | 17       | 0        |
|              | Мамчур Сергій Миколайович       | 3 лютого 1972     | Україна  | 9        | 0        |
| Півзахисники |                                 |                   |          |          |          |
|              | Багмут Володимир Миколайович    | 21 лютого 1962    | Україна  | 14       | 3        |
|              | Захаров Олександр Вікторович    | 11 серпня 1969    | Україна  | 17       | 2        |
|              | Лебідь Володимир Анатолійович   | 17 серпня 1973    | Україна  | 7        | 1        |
|              | Максимов Юрій Вільйович         | 8 грудня 1968     | Україна  | 14       | 3        |
|              | Михайленко Дмитро Станіславович | 13 липня 1973     | Україна  | 1        | 0        |
|              | Омельчук Олександр Макарович    | 22 вересня 1970   | Україна  | 1        | 0        |
|              | Полунін Андрій Вікторович       | 5 березня 1971    | Україна  | 17       | 2        |
|              | Похлебаєв Євген Васильович      | 25 листопада 1971 | Україна  | 16       | 0        |
|              | Сасько Олексій Вікторович       | 17 жовтня 1970    | Україна  | 16       | 0        |
|              | Тищенко Вадим Миколайович       | 24 березня 1963   | Україна  | 13       | 3        |
|              | Юдін Андрій Вікторович          | 28 червня 1967    | Росія    | 8        | 0        |
| Нападники    |                                 |                   |          |          |          |
|              | Думенко Сергій Валерійович      | 25 лютого 1968    | Україна  | 7        | 4        |
|              | Коновалов Сергій Борисович      | 1 березня 1972    | Україна  | 14       | 5        |
|              | Москвін Валентин Артурович      | 8 січня 1968      | Україна  | 19       | 3        |
|              | Паляниця Олександр Віталійович  | 29 лютого 1972    | Україна  | 7        | 1        |
|              | Тєгаєв Олександр Вячеславович   | 5 вересня 1975    | Україна  | 2        | 0        |

## «Евіс» (Миколаїв)
Головний тренер: Іван Балан
| №            | Футболіст                       | Дата народження | Країна   | Ігри     | Голи     |
| Воротарі     | Воротарі                        | Воротарі        | Воротарі | Воротарі | Воротарі |
| ------------ | ------------------------------- | --------------- | -------- | -------- | -------- |
|              | Єлісеєв Андрій Володимирович    | 6 травня 1964   | Росія    | 2        | 3п       |
|              | Ставка Анатолій Григорович      | 28 березня 1959 | Україна  | 16       | 26п      |
| Захисники    |                                 |                 |          |          |          |
|              | Деркач Борис Юрійович           | 14 січня 1964   | Україна  | 12       | 0        |
|              | Жениленко Вячеслав Миколайович  | 27 червня 1972  | Україна  | 10       | 0        |
|              | Мілюкін Ігор Петрович           | 4 лютого 1967   | Україна  | 8        | 0        |
|              | Перевезенцев Ігор Юрійович      | 30 січня 1965   | Росія    | 10       | 0        |
|              | Петруня Сергій Олександрович    | 4 квітня 1973   | Україна  | 11       | 0        |
|              | Ручка Дмитро Анатолійович       | 25 січня 1974   | Україна  | 1        | 0        |
|              | Фоменко Олександр Олександрович | 8 січня 1964    | Україна  | 18       | 0        |
|              | Цимбал Сергій Юрійович          | 20 червня 1963  | Україна  | 16       | 0        |
| Півзахисники |                                 |                 |          |          |          |
|              | Абрамзон Валерій Михайлович     | 20 липня 1966   | Росія    | 8        | 0        |
|              | Високос Валерій Леонтійович     | 13 грудня 1970  | Україна  | 16       | 3        |
|              | Зінченко Володимир Миколайович  | 27 травня 1963  | Україна  | 16       | 0        |
|              | Кресс Володимир Вікторович      | 3 травня 1970   | Україна  | 4        | 0        |
|              | Машнін Валерій Олексійович      | 3 липня 1958    | Україна  | 16       | 2        |
|              | Свіргун Сергій Миколайович      | 19 вересня 1970 | Україна  | 1        | 0        |
|              | Чулак Ілля Панасович            | 9 вересня 1967  | Україна  | 3        | 0        |
| Нападники    |                                 |                 |          |          |          |
|              | Горячев Юрій Петрович           | 16 червня 1960  | Україна  | 15       | 4        |
|              | Грозов Сергій Олександрович     | 21 серпня 1960  | Україна  | 12       | 0        |
|              | Мурадян Сергій Вардкесович      | 20 липня 1960   | Україна  | 14       | 1        |
|              | Павлов Михайло Михайлович       | 25 жовтня 1962  | Молдова  | 9        | 1        |
|              | Шарабура Сергій Володимирович   | 19 серпня 1975  | Україна  | 3        | 0        |
|              | Ярков Сергій Іванович           | 2 травня 1970   | Україна  | 10       | 1        |

## «Зоря-МАЛС» (Луганськ)
Головний тренер: Анатолій Куксов
| №            | Футболіст                       | Дата народження   | Країна    | Ігри     | Голи     |
| Воротарі     | Воротарі                        | Воротарі          | Воротарі  | Воротарі | Воротарі |
| ------------ | ------------------------------- | ----------------- | --------- | -------- | -------- |
|              | Нікітін Андрій Дмитрович        | 8 січня 1972      | Україна   | 17       | 22п      |
|              | Серченко Валерій Анатолійович   | 15 серпня 1968    | Україна   | 1        | 1п       |
| Захисники    |                                 |                   |           |          |          |
|              | Бєдний Володимир Анатолійович   | 6 вересня 1968    | Україна   | 13       | 0        |
|              | Зуєнко Микола Миколайович       | 11 жовтня 1972    | Україна   | 11       | 1        |
|              | Літвінов Геннадій Юрійович      | 9 січня 1964      | Україна   | 11       | 0        |
|              | Микитін Володимир Богданович    | 28 квітня 1970    | Україна   | 13       | 0        |
|              | Мірошкін Сергій Миколайович     | 24 червня 1968    | Білорусь  | 7        | 0        |
|              | Фокін Ігор Петрович             | 6 грудня 1965     | Україна   | 18       | 1        |
|              | Ярмолич Сергій Федорович        | 27 листопада 1963 | Україна   | 17       | 0        |
| Півзахисники |                                 |                   |           |          |          |
|              | Андрощук Олександр Анатолійович | 21 вересня 1969   | Україна   | 8        | 0        |
|              | Жуненко Сергій Миколайович      | 13 травня 1970    | Росія     | 12       | 1        |
|              | Коробченко Олексій Юрійович     | 28 березня 1972   | Росія     | 18       | 3        |
|              | Чухлєба Олег Миколайович        | 5 листопада 1967  | Казахстан | 11       | 1        |
| Нападники    |                                 |                   |           |          |          |
|              | Божко Сергій Юрійович           | 3 березня 1973    | Росія     | 1        | 0        |
|              | Гусейнов Тімєрлан Рустамович    | 24 січня 1968     | Україна   | 15       | 11       |
|              | Колесников Юрій Васильович      | 11 березня 1956   | Україна   | 7        | 0        |
|              | Мартиненко Олександр Вікторович | 8 січня 1970      | Казахстан | 10       | 0        |
|              | Пацай Сергій Миколайович        | 14 грудня 1967    | Казахстан | 3        | 0        |
|              | Севідов Олександр Володимирович | 18 липня 1969     | Україна   | 16       | 4        |
|              | Фурсов Володимир Володимирович  | 3 січня 1970      | Україна   | 17       | 1        |

## «Карпати» (Львів)
Головний тренер: Степан Юрчишин
| №            | Футболіст                        | Дата народження   | Країна   | Ігри     | Голи     |
| Воротарі     | Воротарі                         | Воротарі          | Воротарі | Воротарі | Воротарі |
| ------------ | -------------------------------- | ----------------- | -------- | -------- | -------- |
|              | Лайзан Раймонд                   | 5 серпня 1964     | Латвія   | 6        | 9п       |
|              | Марчук Володимир Володимирович   | 21 березня 1967   | Україна  | 12       | 9п       |
| Захисники    |                                  |                   |          |          |          |
|              | Бенько Олег Іванович             | 21 жовтня 1969    | Україна  | 13       | 2        |
|              | Гула Олег Володимирович          | 31 січня 1965     | Україна  | 11       | 0        |
|              | Деркач Роман Степанович          | 13 листопада 1965 | Україна  | 11       | 0        |
|              | Мокрицький Юрій Ярославович      | 16 жовтня 1970    | Україна  | 18       | 0        |
|              | Синицький Олег Васильович        | 29 квітня 1968    | Україна  | 12       | 0        |
|              | Сич Микола Анатолійович          | 7 лютого 1971     | Україна  | 7        | 0        |
|              | Чижевський Олександр Арсенійович | 27 травня 1971    | Україна  | 8        | 0        |
|              | Чікало Андрій Богданович         | 21 січня 1964     | Україна  | 11       | 0        |
| Півзахисники |                                  |                   |          |          |          |
|              | Закотюк Микола Степанович        | 3 лютого 1975     | Україна  | 1        | 0        |
|              | Ковалюк Володимир Васильович     | 3 березня 1972    | Україна  | 6        | 1        |
|              | Леськів Василь Іванович          | 20 грудня 1963    | Україна  | 17       | 0        |
|              | Мущинка Анатолій Михайлович      | 19 серпня 1970    | Україна  | 12       | 2        |
|              | Різник Володимир Йосипович       | 15 лютого 1966    | Україна  | 8        | 1        |
|              | Сидоренко Віктор Клавдійович     | 21 серпня 1972    | Україна  | 3        | 0        |
|              | Толочко Роман Любомирович        | 11 грудня 1968    | Україна  | 15       | 1        |
| Нападники    |                                  |                   |          |          |          |
|              | Бондарчук Василь Васильович      | 12 січня 1965     | Україна  | 15       | 1        |
|              | Забранський Руслан Михайлович    | 10 березня 1971   | Україна  | 15       | 1        |
|              | Козак Ярослав Миколайович        | 12 квітня 1967    | Україна  | 16       | 5        |
|              | Лаба Роман Романович             | 30 листопада 1966 | Україна  | 15       | 1        |

## «Кремінь» (Кременчук)
Головний тренер: Володимир Лозинський
| №            | Футболіст                       | Дата народження   | Країна   | Ігри     | Голи     |
| Воротарі     | Воротарі                        | Воротарі          | Воротарі | Воротарі | Воротарі |
| ------------ | ------------------------------- | ----------------- | -------- | -------- | -------- |
|              | Дудка Валерій Олександрович     | 1 жовтня 1964     | Україна  | 16       | 17п      |
|              | Кішпешта Роман Іванович         | 30 червня 1970    | Україна  | 3        | 6п       |
| Захисники    |                                 |                   |          |          |          |
|              | Гусак Володимир Іванович        | 14 вересня 1958   | Україна  | 13       | 0        |
|              | Ісаєв Олександр Вікторович      | 8 вересня 1964    | Україна  | 12       | 0        |
|              | Леженцев Сергій Борисович       | 4 серпня 1971     | Україна  | 18       | 0        |
|              | Поляков Олександр Федорович     | 25 січня 1965     | Україна  | 15       | 0        |
|              | Шевченко Сергій Миколайович     | 22 серпня 1960    | Україна  | 15       | 0        |
| Півзахисники |                                 |                   |          |          |          |
|              | Бобиляк Ярослав Іванович        | 15 вересня 1961   | Україна  | 17       | 2        |
|              | Жабченко Ігор Валентинович      | 1 липня 1968      | Україна  | 17       | 3        |
|              | Коновальчук Володимир Дмитрович | 23 листопада 1965 | Україна  | 17       | 0        |
|              | Корпонай Адальберт Тиберійович  | 18 квітня 1966    | Україна  | 14       | 2        |
|              | Лактіонов Сергій Володимирович  | 3 жовтня 1967     | Україна  | 17       | 3        |
|              | Марченко Андрій Вікторович      | 4 жовтня 1968     | Україна  | 18       | 0        |
| Нападники    |                                 |                   |          |          |          |
|              | Корпонай Іван Тиберійович       | 13 лютого 1969    | Україна  | 14       | 7        |
|              | Мальованець Володимир Євгенович | 10 березня 1965   | Україна  | 5        | 0        |
|              | Немешкало Владислав Григорович  | 3 квітня 1970     | Україна  | 9        | 0        |
|              | Софілканич Валерій Михайлович   | 10 лютого 1964    | Україна  | 12       | 0        |

## «Металіст» (Харків)
Головний тренер: Леонід Ткаченко
| №            | Футболіст                        | Дата народження | Країна   | Ігри     | Голи     |
| Воротарі     | Воротарі                         | Воротарі        | Воротарі | Воротарі | Воротарі |
| ------------ | -------------------------------- | --------------- | -------- | -------- | -------- |
|              | Коваленко Олександр Анатолійович | 5 вересня 1971  | Україна  | 1        | 3п       |
|              | Помазун Олександр Васильович     | 11 жовтня 1971  | Україна  | 17       | 13п      |
| Захисники    |                                  |                 |          |          |          |
|              | Боровик Олександр Іванович       | 5 лютого 1969   | Україна  | 5        | 0        |
|              | Касторний Олег Вікторович        | 29 серпня 1970  | Україна  | 15       | 0        |
|              | Ланцфер Ярослав Йосипович        | 28 жовтня 1966  | Україна  | 11       | 1        |
|              | Панчишин Іван Миколайович        | 15 червня 1961  | Україна  | 17       | 1        |
|              | Пець Роман Васильович            | 21 червня 1969  | Україна  | 18       | 0        |
|              | Яловський Віктор Михайлович      | 1 серпня 1965   | Україна  | 16       | 0        |
| Півзахисники |                                  |                 |          |          |          |
|              | Кандауров Сергій Вікторович      | 2 грудня 1972   | Україна  | 17       | 2        |
|              | Миколаєнко Юрій Петрович         | 28 вересня 1965 | Україна  | 6        | 1        |
|              | Назаров Євгеній Миколайович      | 23 січня 1972   | Україна  | 12       | 1        |
|              | Хомуха Дмитро Іванович           | 23 серпня 1969  | Україна  | 17       | 1        |
|              | Чупрін Дмитро Олександрович      | 25 вересня 1971 | Україна  | 2        | 0        |
|              | Шинкарьов Андрій Вікторович      | 20 квітня 1970  | Україна  | 6        | 0        |
| Нападники    |                                  |                 |          |          |          |
|              | Аджоєв Гурам Захарович           | 18 жовтня 1961  | Росія    | 16       | 3        |
|              | Єсипов Олександр Геннадійович    | 14 вересня 1965 | Україна  | 5        | 0        |
|              | Карабута Олександр Петрович      | 3 березня 1974  | Україна  | 8        | 0        |
|              | Колесник Вадим Леонідович        | 12 березня 1967 | Україна  | 18       | 5        |
|              | Ніченко Ігор Григорович          | 18 квітня 1971  | Україна  | 8        | 0        |
|              | Призетко Олександр Сергійович    | 31 січня 1971   | Україна  | 17       | 6        |

## «Металург» (Запоріжжя)
Головний тренер: Ігор Надєїн
| №            | Футболіст                     | Дата народження   | Країна   | Ігри     | Голи     |
| Воротарі     | Воротарі                      | Воротарі          | Воротарі | Воротарі | Воротарі |
| ------------ | ----------------------------- | ----------------- | -------- | -------- | -------- |
|              | Близнюк Ілля Владіславович    | 28 липня 1973     | Україна  | 5        | 7п       |
|              | Сивуха Юрій Петрович          | 13 січня 1958     | Україна  | 15       | 12п      |
| Захисники    |                               |                   |          |          |          |
|              | Ключик Сергій Леонідович      | 27 серпня 1973    | Україна  | 7        | 0        |
|              | Максименко Андрій Юрійович    | 5 червня 1972     | Україна  | 9        | 0        |
|              | Маркін Юрій Володимирович     | 19 січня 1971     | Україна  | 15       | 0        |
|              | Семенов Віталій Іванович      | 27 квітня 1972    | Україна  | 4        | 0        |
|              | Скрипник Віктор Анатолійович  | 19 листопада 1969 | Україна  | 18       | 1        |
|              | Сорокалєт Олександр Іванович  | 16 квітня 1957    | Україна  | 11       | 1        |
| Півзахисники |                               |                   |          |          |          |
|              | Вернидуб Юрій Миколайович     | 22 січня 1966     | Україна  | 17       | 1        |
|              | Дуднік Юрій Володимирович     | 26 вересня 1968   | Україна  | 11       | 0        |
|              | Наконечний Ігор Анатолійович  | 23 лютого 1960    | Україна  | 18       | 1        |
|              | Зубков Владислав Вікторович   | 8 квітня 1971     | Україна  | 12       | 1        |
|              | Лучкевич Ігор Валерійович     | 19 листопада 1973 | Україна  | 10       | 0        |
|              | Пантілов Віталій Олексійович  | 18 серпня 1970    | Україна  | 6        | 0        |
|              | Шкапенко Павло Леонідович     | 16 грудня 1972    | Україна  | 12       | 4        |
| Нападники    |                               |                   |          |          |          |
|              | Антюхін Олексій Володимирович | 25 листопада 1971 | Україна  | 1        | 0        |
|              | Головань Олег Михайлович      | 21 вересня 1971   | Україна  | 17       | 5        |
|              | Смолянинов Олег Олексійович   | 5 січня 1959      | Україна  | 10       | 0        |
|              | Сторчак Василь Валерійович    | 21 червня 1965    | Україна  | 15       | 1        |
|              | Таран Олег Анатолійович       | 11 січня 1960     | Україна  | 15       | 4        |

## «Нафтовик» (Охтирка)
Головний тренр: Валерій Душков
| №            | Футболіст                       | Дата народження | Країна   | Ігри     | Голи     |
| Воротарі     | Воротарі                        | Воротарі        | Воротарі | Воротарі | Воротарі |
| ------------ | ------------------------------- | --------------- | -------- | -------- | -------- |
|              | Прохоров Юрій Іванович          | 20 січня 1959   | Україна  | 15       | 19п      |
|              | Тарахтій Андрій Володимирович   | 11 липня 1969   | Україна  | 4        | 9п       |
| Захисники    |                                 |                 |          |          |          |
|              | Єрмак Анатолій Іванович         | 23 червня 1958  | Україна  | 18       | 0        |
|              | Єрмак Василь Іванович           | 7 січня 1961    | Україна  | 15       | 1        |
|              | Попович Віктор Миколайович      | 15 травня 1962  | Україна  | 16       | 0        |
|              | Сухарев Сергій Віталійович      | 24 серпня 1962  | Україна  | 17       | 2        |
|              | Яічник Віктор Сергійович        | 5 березня 1962  | Україна  | 17       | 0        |
| Півзахисники |                                 |                 |          |          |          |
|              | Горох Сергій Михайлович         | 26 лютого 1969  | Україна  | 8        | 1        |
|              | Євтушок Олександр Васильович    | 11 жовтня 1970  | Україна  | 8        | 0        |
|              | Задорожний Ігор Валентинович    | 14 жовтня 1962  | Україна  | 16       | 1        |
|              | Захаров Олександр Володимирович | 19 червня 1966  | Україна  | 16       | 1        |
|              | Листопадов Сергій Григорович    | 14 лютого 1974  | Україна  | 1        | 0        |
|              | Піскун Едуард Олександрович     | 1 січня 1967    | Україна  | 17       | 1        |
|              | Шуршин Борис Михайлович         | 2 квітня 1958   | Україна  | 16       | 0        |
| Нападники    |                                 |                 |          |          |          |
|              | Грачов Олексій Вікторович       | 5 березня 1969  | Україна  | 17       | 1        |
|              | Денисенко Едуард Михайлович     | 9 січня 1964    | Україна  | 10       | 0        |
|              | Липинський Микола Дмитрович     | 9 квітня 1968   | Україна  | 17       | 3        |
|              | Матвійченко Павло Васильович    | 12 липня 1969   | Україна  | 3        | 0        |

## «Нива» (Вінниця)
Головні тренери: В'ячеслав Грозний (5 матчів), Валерій Петров (13 матчів)
| №            | Футболіст                        | Дата народження   | Країна      | Ігри     | Голи     |
| Воротарі     | Воротарі                         | Воротарі          | Воротарі    | Воротарі | Воротарі |
| ------------ | -------------------------------- | ----------------- | ----------- | -------- | -------- |
|              | Жидков Олександр Віталійович     | 16 березня 1965   | Азербайджан | 6        | 3п       |
|              | Загоруйко Микола Миколайович     | 18 січня 1962     | Україна     | 8        | 16п      |
|              | Циганков Віталій Вікторович      | 13 липня 1973     | Україна     | 1        | 0п       |
|              | Шуховцев Ігор Вікторович         | 13 липня 1971     | Україна     | 4        | 14п      |
| Захисники    |                                  |                   |             |          |          |
|              | Коваль Ігор Федорович            | 9 жовтня 1973     | Україна     | 9        | 0        |
|              | Кулаков Вадим Геннадійович       | 7 жовтня 1966     | Україна     | 13       | 1        |
|              | Литвин Микола Вікторович         | 27 листопада 1963 | Україна     | 9        | 1        |
|              | Приходько Олександр Миколайович  | 11 квітня 1966    | Україна     | 6        | 0        |
|              | Руденко Сергій Володимирович     | 8 грудня 1958     | Україна     | 4        | 0        |
|              | Сарнавський Ігор Григорович      | 1 лютого 1968     | Україна     | 5        | 0        |
|              | Сурело Сергій Григорович         | 30 січня 1971     | Україна     | 1        | 0        |
|              | Тарасенко Віталій Іванович       | 29 липня 1961     | Україна     | 3        | 0        |
|              | Хвоя Олег Михайлович             | 11 серпня 1971    | Україна     | 16       | 1        |
|              | Шикир Олег Анатолійович          | 20 серпня 1971    | Україна     | 5        | 0        |
|              | Яремко Володимир Миколайович     | 27 жовтня 1972    | Україна     | 8        | 0        |
| Півзахисники |                                  |                   |             |          |          |
|              | Акбаров Едуард Ільдусович        | 7 жовтня 1964     | Росія       | 7        | 0        |
|              | Гайдамащук Володимир Пилипович   | 11 червня 1971    | Молдова     | 1        | 0        |
|              | Горшков Олександр Вікторович     | 8 лютого 1970     | Україна     | 16       | 1        |
|              | Гузун Олександр Дмитрович        | 29 жовтня 1966    | Молдова     | 4        | 0        |
|              | Косовський Віталій Владиславович | 11 серпня 1973    | Україна     | 16       | 6        |
|              | Надуда Олег Миколайович          | 23 лютого 1971    | Україна     | 17       | 0        |
|              | Накорчемний Вячеслав Георгійович | 30 липня 1968     | Україна     | 2        | 0        |
|              | Новохацький Василь Михайлович    | 24 вересня 1974   | Україна     | 7        | 0        |
|              | Охрімчук Сергій Анатолійович     | 4 листопада 1973  | Україна     | 11       | 1        |
|              | Солов'єнко Юрій Леонідович       | 20 січня 1971     | Україна     | 14       | 0        |
|              | Харя Георгій Георгійович         | 3 лютого 1966     | Молдова     | 4        | 1        |
| Нападники    |                                  |                   |             |          |          |
|              | Зубчук Михайло Петрович          | 22 листопада 1967 | Росія       | 17       | 4        |
|              | Ігнатьєв Олександр Володимирович | 23 червня 1971    | Україна     | 5        | 0        |
|              | Парастаєв Сергій Володимирович   | 6 вересня 1961    | Україна     | 3        | 0        |
|              | Роздобудько Микола Миколайович   | 4 лютого 1969     | Україна     | 3        | 0        |
|              | Шубін Сергій Анатолійович        | 22 лютого 1967    | Україна     | 9        | 2        |

## «Нива» (Тернопіль)
Головний тренер: Леонід Колтун
| №            | Футболіст                          | Дата народження   | Країна     | Ігри     | Голи     |
| Воротарі     | Воротарі                           | Воротарі          | Воротарі   | Воротарі | Воротарі |
| ------------ | ---------------------------------- | ----------------- | ---------- | -------- | -------- |
|              | Тяпушкін Дмитро Альбертович        | 12 серпня 1965    | Україна    | 4        | 2п       |
|              | Чистов Анатолій Володимирович      | 27 травня 1962    | Україна    | 14       | 10п      |
| Захисники    |                                    |                   |            |          |          |
|              | Горошинський Валерій Володимирович | 16 вересня 1964   | Україна    | 18       | 0        |
|              | Куліш Юрій Петрович                | 22 серпня 1963    | Росія      | 14       | 5        |
|              | Павлюченко Костянтин Володимирович | 11 січня 1971     | Україна    | 13       | 2        |
|              | Покідько Ігор Романович            | 15 лютого 1965    | Україна    | 17       | 0        |
|              | Тимофеєв Сергій Анатолійович       | 5 березня 1965    | Росія      | 13       | 0        |
|              | Цісельський Ігор Петрович          | 15 лютого 1960    | Україна    | 14       | 0        |
| Півзахисники |                                    |                   |            |          |          |
|              | Бабій Олександр Миколайович        | 9 липня 1968      | Україна    | 4        | 1        |
|              | Бідулько Дмитро Васильович         | 7 лютого 1967     | Україна    | 1        | 0        |
|              | Буц Петро Миколайович              | 2 липня 1966      | Україна    | 14       | 0        |
|              | Довгалець Олександр Леонідович     | 29 листопада 1962 | Україна    | 3        | 1        |
|              | Заярний Володимир Анатолійович     | 25 листопада 1970 | Україна    | 7        | 0        |
|              | Маланій Руслан Миколайович         | 29 жовтня 1971    | Україна    | 2        | 0        |
|              | Недоростков Вячеслав Валерійович   | 5 липня 1967      | Росія      | 4        | 1        |
|              | Полстянов Сергій Миколайович       | 12 квітня 1967    | Росія      | 12       | 4        |
|              | Рудницький Віталій Павлович        | 4 грудня 1964     | Україна    | 16       | 0        |
|              | Салімов Фанас Нагімович            | 19 лютого 1964    | Казахстан  | 13       | 0        |
|              | Скала Юрій Васильович              | 12 квітня 1965    | Молдова    | 4        | 0        |
|              | Шох Антон Рохусович                | 7 січня 1960      | Казахстан  | 2        | 0        |
|              | Яровенко Євген Вікторович          | 17 серпня 1962    | Україна    | 2        | 0        |
| Нападники    |                                    |                   |            |          |          |
|              | Дем'янчук Михайло Михайлович       | 15 листопада 1971 | Україна    | 12       | 0        |
|              | Кудлюк Валерій Ігорович            | 14 квітня 1968    | Україна    | 3        | 0        |
|              | Парахневич Віталій Валерійович     | 4 травня 1969     | Україна    | 8        | 0        |
|              | Проценко Вячеслав Олександрович    | 31 серпня 1963    | Молдова    | 10       | 0        |
|              | Фасахов Тагір Рівкатович           | 16 січня 1964     | Киргизстан | 6        | 1        |

## «Прикарпаття» (Івано-Франківськ)
Головні тренери: Іван Краснецький (10 матчів), Юрій Шулятицький (8 матчів)
| №            | Футболіст                       | Дата народження   | Країна   | Ігри     | Голи     |
| Воротарі     | Воротарі                        | Воротарі          | Воротарі | Воротарі | Воротарі |
| ------------ | ------------------------------- | ----------------- | -------- | -------- | -------- |
|              | Пироженко Олег Віталійович      | 31 липня 1967     | Україна  | 12       | 11п      |
|              | Сташко Сергій Романович         | 21 березня 1971   | Україна  | 6        | 7п       |
| Захисники    |                                 |                   |          |          |          |
|              | Ватаманюк Ярослав Петрович      | 25 травня 1963    | Україна  | 18       | 1        |
|              | Волосянко Микола Миколайович    | 13 березня 1972   | Україна  | 16       | 0        |
|              | Гуменяк Василь Юрійович         | 9 жовтня 1960     | Україна  | 2        | 0        |
|              | Карібов Валерій Леонідович      | 1 лютого 1971     | Україна  | 1        | 0        |
|              | Мельничук Ігор Васильович       | 14 жовтня 1963    | Україна  | 16       | 0        |
|              | Русановський Роман Євгенович    | 8 жовтня 1972     | Україна  | 13       | 0        |
|              | Хомин Андрій Романович          | 24 травня 1968    | Україна  | 16       | 2        |
| Півзахисники |                                 |                   |          |          |          |
|              | Винник Володимир Іванович       | 25 травня 1967    | Україна  | 7        | 0        |
|              | Ковальчук Тарас Степанович      | 21 лютого 1973    | Україна  | 14       | 0        |
|              | Лахмай Валерій Іванович         | 21 січня 1970     | Україна  | 17       | 1        |
|              | Романчук Андрій Миколайович     | 27 липня 1961     | Україна  | 17       | 0        |
|              | Савка Михайло Степанович        | 12 листопада 1962 | Україна  | 15       | 0        |
|              | Шулятицький Андрій Тарасович    | 8 червня 1969     | Україна  | 18       | 0        |
|              | Шулятицький Юрій Юрій-Йосипович | 11 серпня 1970    | Україна  | 12       | 3        |
| Нападники    |                                 |                   |          |          |          |
|              | Григорчук Роман Йосипович       | 22 березня 1965   | Україна  | 6        | 0        |
|              | Ковтонюк Володимир Віталійович  | 24 серпня 1971    | Україна  | 9        | 1        |
|              | Русак Петро Романович           | 20 листопада 1970 | Україна  | 18       | 1        |

## СК «Одеса»
Головний тренер: Сергій Марусин
| №            | Футболіст                        | Дата народження | Країна   | Ігри     | Голи     |
| Воротарі     | Воротарі                         | Воротарі        | Воротарі | Воротарі | Воротарі |
| ------------ | -------------------------------- | --------------- | -------- | -------- | -------- |
|              | Максаков Ігор Анатолійович       | 17 серпня 1970  | Україна  | 4        | 10п      |
|              | Четін Віктор Федосійович         | 22 липня 1970   | Україна  | 2        | 2п       |
|              | Шуховцев Ігор Вікторович         | 13 липня 1971   | Україна  | 12       | 20п      |
| Захисники    |                                  |                 |          |          |          |
|              | Дем'яненко Дмитро Володимирович  | 11 червня 1969  | Україна  | 3        | 1        |
|              | Жарков Сергій Миколайович        | 7 травня 1958   | Україна  | 3        | 0        |
|              | Кочвар Сергій Володимирович      | 20 вересня 1968 | Україна  | 17       | 0        |
|              | Муравльов Руслан Терентійович    | 11 червня 1973  | Україна  | 6        | 0        |
|              | Огороднік Олександр Валентинович | 12 грудня 1972  | Україна  | 10       | 0        |
|              | Ролевич Олександр Георгійович    | 16 березня 1965 | Україна  | 15       | 0        |
|              | Романенко Сергій Миколайович     | 14 січня 1962   | Україна  | 5        | 0        |
|              | Харківщенко Ігор Олександрович   | 17 січня 1967   | Україна  | 17       | 2        |
| Півзахисники |                                  |                 |          |          |          |
|              | Єремеєв Вячеслав Миколайович     | 29 березня 1970 | Україна  | 16       | 2        |
|              | Єрмаков Олександр Борисович      | 8 жовтня 1969   | Україна  | 16       | 1        |
|              | Леш Олег Іванович                | 5 червня 1969   | Україна  | 18       | 1        |
|              | Рудчук Олександр Володимирович   | 20 червня 1972  | Україна  | 11       | 0        |
|              | Строєнко Андрій Васильович       | 1 грудня 1971   | Україна  | 10       | 0        |
|              | Чиньонов Максим Іванович         | 6 жовтня 1972   | Росія    | 2        | 0        |
| Нападники    |                                  |                 |          |          |          |
|              | Васильків Руслан Борисович       | 8 січня 1973    | Україна  | 2        | 0        |
|              | Запишний Андрій Васильович       | 8 квітня 1972   | Україна  | 9        | 0        |
|              | Мусолітін Володимир Миколайович  | 11 березня 1973 | Україна  | 16       | 3        |
|              | Парахневич Віталій Валерійович   | 4 травня 1969   | Україна  | 5        | 4        |
|              | Стоянов Едуард Миколайович       | 29 червня 1972  | Україна  | 18       | 0        |
|              | Тутиченко Дмитро Павлович        | 5 березня 1970  | Україна  | 10       | 1        |

## «Таврія» (Сімферополь)
Головний тренер: Анатолій Заяєв
| №            | Футболіст                       | Дата народження   | Країна     | Ігри     | Голи     |
| Воротарі     | Воротарі                        | Воротарі          | Воротарі   | Воротарі | Воротарі |
| ------------ | ------------------------------- | ----------------- | ---------- | -------- | -------- |
|              | Гуленков Дмитро Валентинович    | 22 травня 1968    | Росія      | 1        | 0п       |
|              | Колесов Олег Анатолійович       | 15 лютого 1969    | Україна    | 19       | 9п       |
| Захисники    |                                 |                   |            |          |          |
|              | Алібаєв Сефер Енверович         | 5 травня 1968     | Україна    | 9        | 0        |
|              | Волков Ігор Миколайович         | 13 березня 1965   | Україна    | 17       | 1        |
|              | Головко Олександр Борисович     | 6 січня 1972      | Україна    | 18       | 0        |
|              | Смирнов Дмитро Олександрович    | 14 серпня 1969    | Росія      | 5        | 0        |
|              | Турчиненко Микола Іванович      | 23 квітня 1961    | Україна    | 19       | 0        |
| Півзахисники |                                 |                   |            |          |          |
|              | Вишняускас Відмантас Вітаутович | 15 вересня 1969   | Литва      | 15       | 0        |
|              | Воронежський Сергій Петрович    | 25 червня 1967    | Україна    | 7        | 0        |
|              | Гетіков Юрій Олексійович        | 19 червня 1971    | Росія      | 14       | 0        |
|              | Гудименко Юрій Аркадійович      | 10 березня 1966   | Росія      | 18       | 12       |
|              | Єсін Сергій Олександрович       | 2 квітня 1975     | Україна    | 1        | 0        |
|              | Кундєнок Олександр Миколайович  | 11 листопада 1973 | Україна    | 2        | 0        |
|              | Михайлус Юрій Іванович          | 17 червня 1964    | Україна    | 2        | 0        |
|              | Новіков Владислав Михайлович    | 6 вересня 1971    | Росія      | 18       | 1        |
|              | Опарін Андрій Станіславович     | 27 травня 1968    | Україна    | 19       | 1        |
|              | Шевченко Сергій Якович          | 15 травня 1960    | Україна    | 18       | 8        |
| Нападники    |                                 |                   |            |          |          |
|              | Андреєв Сергій Миколайович      | 14 вересня 1970   | Узбекистан | 15       | 2        |
|              | Гладишев Сергій Єгорович        | 9 грудня 1960     | Росія      | 19       | 6        |
|              | Мулашев Марат Лензович          | 7 січня 1968      | Росія      | 2        | 0        |
|              | Шейхаметов Толят Абдулганієвич  | 24 квітня 1966    | Україна    | 7        | 0        |

## «Темп» (Шепетівка)
Головний тренер: Іштван Секеч
| №            | Футболіст                        | Дата народження   | Країна   | Ігри     | Голи     |
| Воротарі     | Воротарі                         | Воротарі          | Воротарі | Воротарі | Воротарі |
| ------------ | -------------------------------- | ----------------- | -------- | -------- | -------- |
|              | Морозов Олександр Євгенович      | 18 квітня 1973    | Україна  | 10       | 16п      |
|              | Троян Олександр Сергійович       | 2 січня 1972      | Україна  | 2        | 7п       |
|              | Чабан Сергій Федорович           | 31 серпня 1960    | Україна  | 9        | 11п      |
| Захисники    |                                  |                   |          |          |          |
|              | Карімов Ігор Андрійович          | 1 червня 1969     | Україна  | 7        | 0        |
|              | Романов Юрій Володимирович       | 5 листопада 1963  | Україна  | 18       | 0        |
|              | Сечін Сергій Миколайович         | 7 серпня 1965     | Україна  | 12       | 0        |
|              | Соловйов Сергій Миколайович      | 7 березня 1971    | Україна  | 13       | 0        |
|              | Тімощук Ігор Іванович            | 2 січня 1966      | Україна  | 18       | 0        |
|              | Юрчук Олександр Петрович         | 21 жовтня 1971    | Україна  | 12       | 0        |
| Півзахисники |                                  |                   |          |          |          |
|              | Бабій Олександр Миколайович      | 9 липня 1968      | Україна  | 10       | 0        |
|              | Гвазава Гія Г.                   | 19 січня 1974     | Грузія   | 4        | 0        |
|              | Гуральський Олександр Петрович   | 12 вересня 1971   | Україна  | 15       | 0        |
|              | Довгалець Олександр Леонідович   | 29 листопада 1962 | Україна  | 14       | 4        |
|              | Никончук Валентин Іванович       | 9 лютого 1972     | Україна  | 4        | 0        |
|              | Пархомчук Ігор Миколайович       | 17 травня 1968    | Україна  | 16       | 1        |
|              | Черняк Анатолій Олександрович    | 5 березня 1961    | Україна  | 6        | 0        |
| Нападники    |                                  |                   |          |          |          |
|              | Заруцький Олег Валентинович      | 16 січня 1973     | Україна  | 16       | 2        |
|              | Кривченко Юрій Михайлович        | 19 жовтня 1966    | Україна  | 14       | 0        |
|              | Недоростков Вячеслав Валерійович | 5 липня 1967      | Росія    | 13       | 2        |
|              | Оголюк Олександр Сергійович      | 14 вересня 1973   | Україна  | 15       | 0        |
|              | Панасюк Юрій Васильович          | 7 травня 1974     | Україна  | 3        | 0        |

## «Торпедо» (Запоріжжя)
Головний тренер: Євген Лемешко
| №            | Футболіст                        | Дата народження   | Країна     | Ігри     | Голи     |
| Воротарі     | Воротарі                         | Воротарі          | Воротарі   | Воротарі | Воротарі |
| ------------ | -------------------------------- | ----------------- | ---------- | -------- | -------- |
|              | Жилкін Геннадій Володимирович    | 3 серпня 1969     | Україна    | 1        | 3п       |
|              | Моісеєв Ігор Олександрович       | 16 травня 1964    | Україна    | 17       | 13п      |
| Захисники    |                                  |                   |            |          |          |
|              | Бондаренко Олександр Миколайович | 29 червня 1966    | Україна    | 14       | 1        |
|              | Газюкін Юрій Сергійович          | 26 серпня 1968    | Україна    | 5        | 0        |
|              | Зайцев Сергій Ларіонович         | 13 квітня 1973    | Україна    | 5        | 0        |
|              | Нефедов Олександр Миколайович    | 28 грудня 1966    | Україна    | 18       | 0        |
|              | Сидоркін Вячеслав Євгенович      | 1 лютого 1970     | Україна    | 11       | 1        |
|              | Соболь Олександр Іванович        | 19 січня 1968     | Україна    | 7        | 0        |
|              | Узаков Руслан Яркулович          | 6 березня 1967    | Узбекистан | 13       | 0        |
|              | Черкун Ігор Валентинович         | 17 лютого 1965    | Україна    | 18       | 0        |
| Півзахисники |                                  |                   |            |          |          |
|              | Бакалов Юрій Михайлович          | 16 січня 1966     | Україна    | 16       | 0        |
|              | Волков Олександр Миколайович     | 10 лютого 1961    | Україна    | 18       | 1        |
|              | Лютий Владислав Олексійович      | 25 серпня 1970    | Україна    | 17       | 2        |
|              | Марєєв Андрій Олексійович        | 18 лютого 1966    | Україна    | 17       | 1        |
|              | Никифоров Андрій Вікторович      | 23 січня 1969     | Україна    | 8        | 0        |
|              | Цюра Валерій Вікторович          | 13 липня 1970     | Україна    | 6        | 0        |
|              | Якубовський Ігор Кузьмич         | 29 січня 1960     | Україна    | 2        | 0        |
| Нападники    |                                  |                   |            |          |          |
|              | Бондаренко Роман Дмитрійович     | 14 серпня 1966    | Україна    | 17       | 6        |
|              | Заєць Олександр Леонідович       | 23 березня 1962   | Україна    | 18       | 9        |
|              | Іванов Олександр Михайлович      | 23 листопада 1965 | Україна    | 6        | 0        |

## «Чорноморець» (Одеса)
Головний тренер: Віктор Прокопенко
| №            | Футболіст                       | Дата народження   | Країна   | Ігри     | Голи     |
| Воротарі     | Воротарі                        | Воротарі          | Воротарі | Воротарі | Воротарі |
| ------------ | ------------------------------- | ----------------- | -------- | -------- | -------- |
|              | Гришко Віктор Васильович        | 2 листопада 1961  | Україна  | 7        | 6п       |
|              | Суслов Олег Анатолійович        | 2 січня 1969      | Україна  | 11       | 6п       |
| Захисники    |                                 |                   |          |          |          |
|              | Букель Юрій Олександрович       | 22 червня 1971    | Україна  | 6        | 0        |
|              | Дем'яненко Дмитро Володимирович | 11 червня 1969    | Україна  | 4        | 0        |
|              | Лозовський Андрій Миколайович   | 31 січня 1973     | Україна  | 2        | 0        |
|              | Никифоров Юрій Валерійович      | 16 вересня 1970   | Україна  | 18       | 2        |
|              | Парфьонов Дмитро Володимирович  | 11 вересня 1974   | Україна  | 12       | 0        |
|              | Процюк Сергій Анатолійович      | 7 лютого 1963     | Україна  | 12       | 0        |
|              | Спіцин Олександр Сергійович     | 22 серпня 1963    | Україна  | 6        | 0        |
|              | Телесненко Андрій Васильович    | 12 квітня 1966    | Україна  | 5        | 1        |
|              | Третяк Сергій Володимирович     | 7 вересня 1963    | Україна  | 18       | 1        |
|              | Шелепницький Юрій Григорович    | 18 січня 1965     | Україна  | 15       | 1        |
| Півзахисники |                                 |                   |          |          |          |
|              | Кошелюк Олег Борисович          | 7 вересня 1969    | Україна  | 17       | 0        |
|              | Романчук Руслан Володимирович   | 12 жовтня 1974    | Україна  | 3        | 0        |
|              | Сак Юрій Миколайович            | 3 січня 1967      | Україна  | 17       | 1        |
|              | Цимбалар Ілля Володимирович     | 17 червня 1969    | Україна  | 17       | 5        |
|              | Яблонський Віктор Вікторович    | 6 січня 1970      | Україна  | 16       | 1        |
| Нападники    |                                 |                   |          |          |          |
|              | Гецко Іван Михайлович           | 6 квітня 1968     | Україна  | 14       | 10       |
|              | Гусєв Сергій Євгенійович        | 1 липня 1967      | Україна  | 17       | 7        |
|              | Зірченко Сергій Петрович        | 28 листопада 1964 | Україна  | 12       | 0        |

## «Шахтар» (Донецьк)
Головний тренер: Валерій Яремченко
| №            | Футболіст                    | Дата народження | Країна   | Ігри     | Голи     |
| Воротарі     | Воротарі                     | Воротарі        | Воротарі | Воротарі | Воротарі |
| ------------ | ---------------------------- | --------------- | -------- | -------- | -------- |
|              | Шутков Дмитро Анатолійович   | 3 квітня 1972   | Україна  | 19       | 13п      |
| Захисники    |                              |                 |          |          |          |
|              | Драгунов Євген Іванович      | 13 лютого 1964  | Україна  | 17       | 3        |
|              | Мазур Василь Миколайович     | 23 травня 1970  | Україна  | 12       | 0        |
|              | Мартюк Олександр Леонідович  | 24 липня 1972   | Україна  | 19       | 0        |
|              | Попов Сергій Олександрович   | 22 квітня 1971  | Україна  | 17       | 2        |
|              | Смігунов Віктор Іванович     | 28 січня 1962   | Україна  | 11       | 0        |
| Півзахисники |                              |                 |          |          |          |
|              | Барабаш Олександр Іванович   | 18 січня 1971   | Україна  | 2        | 0        |
|              | Бєліченко Юрій Олександрович | 13 грудня 1964  | Україна  | 19       | 3        |
|              | Красніков Вадим Іванович     | 5 липня 1971    | Україна  | 3        | 0        |
|              | Погодін Сергій Анатолійович  | 29 квітня 1968  | Україна  | 17       | 5        |
|              | Фокін Юрій Тенгісович        | 3 січня 1966    | Україна  | 14       | 1        |
|              | Ященко Сергій Володимирович  | 28 червня 1959  | Україна  | 19       | 1        |
| Нападники    |                              |                 |          |          |          |
|              | Ателькін Сергій Валерійович  | 8 січня 1972    | Україна  | 17       | 2        |
|              | Манько Євген Валентинович    | 14 жовтня 1971  | Україна  | 2        | 1        |
|              | Ребров Сергій Станіславович  | 3 червня 1974   | Україна  | 19       | 10       |
|              | Столовицький Ігор Михайлович | 29 серпня 1969  | Україна  | 19       | 1        |
|              | Щербаков Сергій              | 15 серпня 1971  | Україна  | 18       | 4        |